# Fivelstads distrikt
Fivelstads distrikt är ett distrikt i Motala kommun och Östergötlands län. 
Distriktet ligger söder om Motala. 

## Tidigare administrativ tillhörighet
Distriktet inrättades 2016 och utgörs av socknen Fivelstad i Motala kommun.
Området motsvarar den omfattning Fivelstads församling hade vid årsskiftet 1999/2000.